# 철의 칼럼
철의 칼럼(영어:Iron Column, 스페인어:Columna de Hierro) 스페인 내전동안 파시스트에 맞서 싸운 아나키스트 민병대 중의 하나다. 이들은 스탈린주의자들에 의해 주도된 군대화를 혁명을 죽이는 행위로 간주하고 맹렬히 반대한것 뿐만 아니라, 비아나키스트적인 노선에 비타협적인 태도를 취했기 때문에 정부나 CNT의 개량주의 파벌에 의해 통제불능자들(Uncontrollables)이라고 불리며 경멸 받았다.

## 역사
철의 칼럼은 스페인 내전이 시작할 무렵의 발렌시아의 지역 아나키스트들인 라파엘 마르티( Rafael Martí), 호세(José) 그리고 페드로 펠리세(Pedro Pellicer), 엘리아스 만자네라( Elias Manzanera), 호세 세가라(José Segarra) 같은 이들에 의하여 형성되었다.
철의 칼럼은 공화파 정부를 수호하는 것보다 민중 혁명을 보호하고 이를 퍼트리는 것에 집중했다. 이들이 가장 처음 벌인 일중의 하나는 산 미겔 데 로스(San Miguel de los Reyes) 감옥을 파괴하고 죄수들을 풀어주고 사법 기록 보관소를 불태운 것이였다. 대부분의 죄수들은 감옥에서 풀려나자 철의 칼럼에 동참했다. 하지만 이 완고한 죄수들의 일부는 많은 경우 그들의 개인적 이익을 위해 가담 했으며, 이는 철의 칼럼에 대한 악명을 형성하게 된다. 이러한 이유등으로 인하여 철의 칼럼은 중앙 정부에 가입한 CNT-FAI에 의해 공개적으로 반대 받았으며 CNT는 칼럼에게 무기와 보급품을 제공하기를 거부했고, 때문에 이들은 몰수와 지역 위원회의 원조에 의존해야 했다.
탈출 죄수 멤버 중의 한명은 이 사건을 다음과 같이 언급했다.
 나는 왕정이 억압받는 자들에게 행사한 악랄한 법에 복종하지 않는 죄로, 겁쟁이가 아닌 자들을 산채로 매장하기 위해 건설한, 산 미겔 데 로스의 악의적인 감옥을 탈출한 죄수다. 마을 전체를 굴복해야하는 굴욕에 대항한 반란을 일으킨 죄로, 나는 많은 다른 이들처럼 범죄성을 없애기 위해 그곳에 끌려갔다. 간단히 말하자면 나는 정치적 보스를 죽인 자다.
나는 젊었고 여전히 젊다. 나는 23살에 감옥에 갇혔으며 그 문을 열어준 아나키스트 동지들에 의해 고맙게도 34살에 풀려나게 되었다. 11년 동안 나는 인간이 아닌존재로 대우 받으며 고통 받았고, 단지 죄수번호일 뿐이였다!
내가 태어날때부터 나쁜 대우를 받았던 것처럼, 많은 죄수들은 이런 고통을 경험했고, 그들은 나와함께 풀려났다. 그들 중의 일부는 거리에 들어서자 그들의 길을 향했다. 나와 같은 다른 이들은 우리를 자신의 친구처럼 대해주며 그들의 형제처럼 사랑해 줬던, 우리의 해방자에게 합류했다. 그들과 함께 우린 서서히 철의 칼럼을 형성했고, 그들과 함께 병영을 습격했고 그 지독한 과르디아 시빌을 무장해제 시켰다. 그들과 함께 우리는 맹렬하게 파시스트들을 시에라 봉우리까지 밀어 부쳤다. 우리가 필요한 것을 취하는 것에 익숙해 지면서 우리는 파시스트들을 몰아낸 것처럼 그들의 식량과 총기를 장악했다. 한동안 우리는 농민들의 선물로 우리 자신을 먹였고, 우리에게 보급된 무기 없이 자신을 무장해야 했으며, 우리 자신의 손으로 직접 반란군과 대면해야 했다. 내가 소중히 여기며 쥐고 있는 이 소총은 내가 감옥을 떠난 날부터 동행한 나의 것이다. 나는 전 주인의 손으로부터 그것을 취했고, 나의 동지들이 쥐고 있는 대부분의 소총역시 이와 같은 태도로서 얻어진 것이였다.
이제까지 거의 아무도 우리를 신경 쓰지 않았다. 우리가 감옥을 떠났을 때의 부르주아지의 경악은 여전히 모든 사람에 의해 공유되고 있다. 우리에게 관심을 주고 원조나 지원을 제공하는 대신에 우리는 무법자로서 대우 받았으며, 통제불능자(uncontrollable)라고 비난 받았다. 우리가 삶의 리듬을 굴복시키지 않고, 우리가 욕망했던것처럼 여전히 자유롭길 바랬기 때문이며, 내각과 위원회의 자리를 차지하고서 거만하게 자신을 사람의 지배자라고 여기는 이들의 변덕에 의하여, 또한 우리가 파시스트들의 재산을 몰수하고, 우리가 지나온 마을의 삶의 방식을 변화 시켰기 때문이였다. 우린 농민을 강탈하고 괴롭힌 정치적 보스들을 멸종 시켰고 그것을 만드는 법을 아는 유일한 사람들인 노동자들에게 이 부를 맏겼다.
누구도 이를 보장하지 못한다. 누구도 도움이 필요하고 궁핍한 자들에게, 이 강탈당하고 박해받은 사람들에게 우리 무법자, 탈옥 죄수, 통제불능자들 보다 적절히 행동하지 못했을 것이다.

철의 칼럼은 또한 공산주의 유닛과 어썰트 가드(assault guards, 2공화국 무장경찰)들과 당파 싸움에 휘말렸다.
철의 칼럼은 정부의 민병대를 군대화 하려는 계획에 다른 어떤 민병대 보다도 길게 저항했다. 이 저항의 이유는 철의 칼럼의 멤버에 의해 작성된 "A Day Mournful and Overcast"라는 글에서 알 수 있다. 철의 칼럼의 대표는 CNT 회의에서 다음과 같이 말했다.
"군대화가 모든 것을 정리한다고 믿는 동지들이 존재하지만, 우리는 이것은 무엇도 해결하지 못한다고 주장한다. 상등병, 하사관, 장교, 아카데미 졸업장 그리고 전쟁의 문제에 완전히 쓸모 없는 것들에 반대하며, 우리는 그 자체의 조직으로서 군사 구조를 받아 들이지 않을 것이다. "

철의 칼럼은 이후 1937년 3월, 83 혼성 여단이 되었으며 어떤 이들은 82 혼성 여단이나 84 혼성 여단으로 흩어졌다.

## 같이 보기
- 반파시즘
- 스페인 내전